# G8-Gipfel in Genua 2001

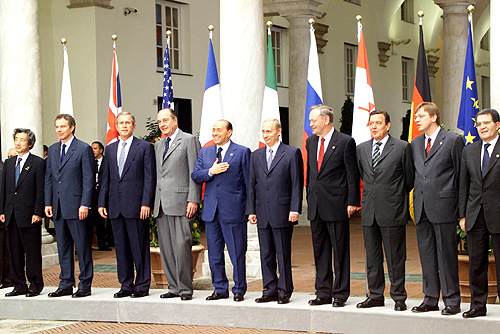
Teilnehmer des G8-Gipfels im Juli 2001

Der G8-Gipfel in Genua war ein Treffen der Gruppe der Acht in der italienischen Stadt Genua. Der 27. G8-Gipfel fand vom 18. bis zum 22. Juli 2001 statt. Er wurde von schweren Auseinandersetzungen zwischen der italienischen Polizei und demonstrierenden Globalisierungskritikern überschattet, bei denen der Student Carlo Giuliani von einem Polizisten erschossen und hunderte Personen, darunter Journalisten und Ärzte, verletzt wurden. Besondere Aufmerksamkeit erregte der Einsatz von Folter und Misshandlungen durch italienische Sicherheitskräfte. Die juristische Aufarbeitung dauert bis heute an.
Seit dem Gipfel und verstärkt nach den Terroranschlägen am 11. September 2001 gilt nach dem Summit policing der Grundsatz, für G8/G20-Gipfel einen Ort zu wählen, der möglichst abgelegen ist und gut abgesichert werden kann. Laut Tony Blair soll verhindert werden, dass die publizistische Wirkung von Protesten den Gipfel in den Augen der Öffentlichkeit ruiniert.

## Hintergrund
Der italienische Ministerpräsident Silvio Berlusconi hatte die G8 zum Treffen in Genua geladen. Die Staats- und Regierungschefs tagten im zentral gelegenen Palazzo Ducale. Im Vorfeld des Gipfels fand ein Treffen der Finanzminister am 7. Juli sowie eine zweitägige Konferenz der Außenminister statt, beide in Rom. Hauptthema der Konferenz waren Strategien zur Bekämpfung der Armut in der Welt. Im Rahmen des Gipfels wurde der Global Fund to fight AIDS, Tuberculosis and Malaria gestiftet. Die Teilnehmer stimmten in der Aussage überein, dass eine weitere Liberalisierung des Welthandels eine wichtige Maßnahme gegen Armut sei. Kritik äußerte sich an den Vereinigten Staaten, die eine Ratifizierung des Kyoto-Protokolls weiter ablehnten.

## Teilnehmer
| Kanada                 | Jean Chrétien      |
| Frankreich             | Jacques Chirac     |
| Deutschland            | Gerhard Schröder   |
| Italien                | Silvio Berlusconi  |
| Japan                  | Jun’ichirō Koizumi |
| Russland               | Wladimir Putin     |
| Vereinigtes Königreich | Tony Blair         |
| Vereinigte Staaten     | George W. Bush     |

### Gäste
Vertreter folgender Staaten und Organisationen nahmen als Gäste an dem Gipfel teil:
- Algerien
- Bangladesch
- El Salvador
- Mali
- Nigeria
- Südafrika
- Vereinte Nationen
- Ernährungs- und Landwirtschaftsorganisation
- Weltgesundheitsorganisation
- Welthandelsorganisation
- Weltbank

## Proteste

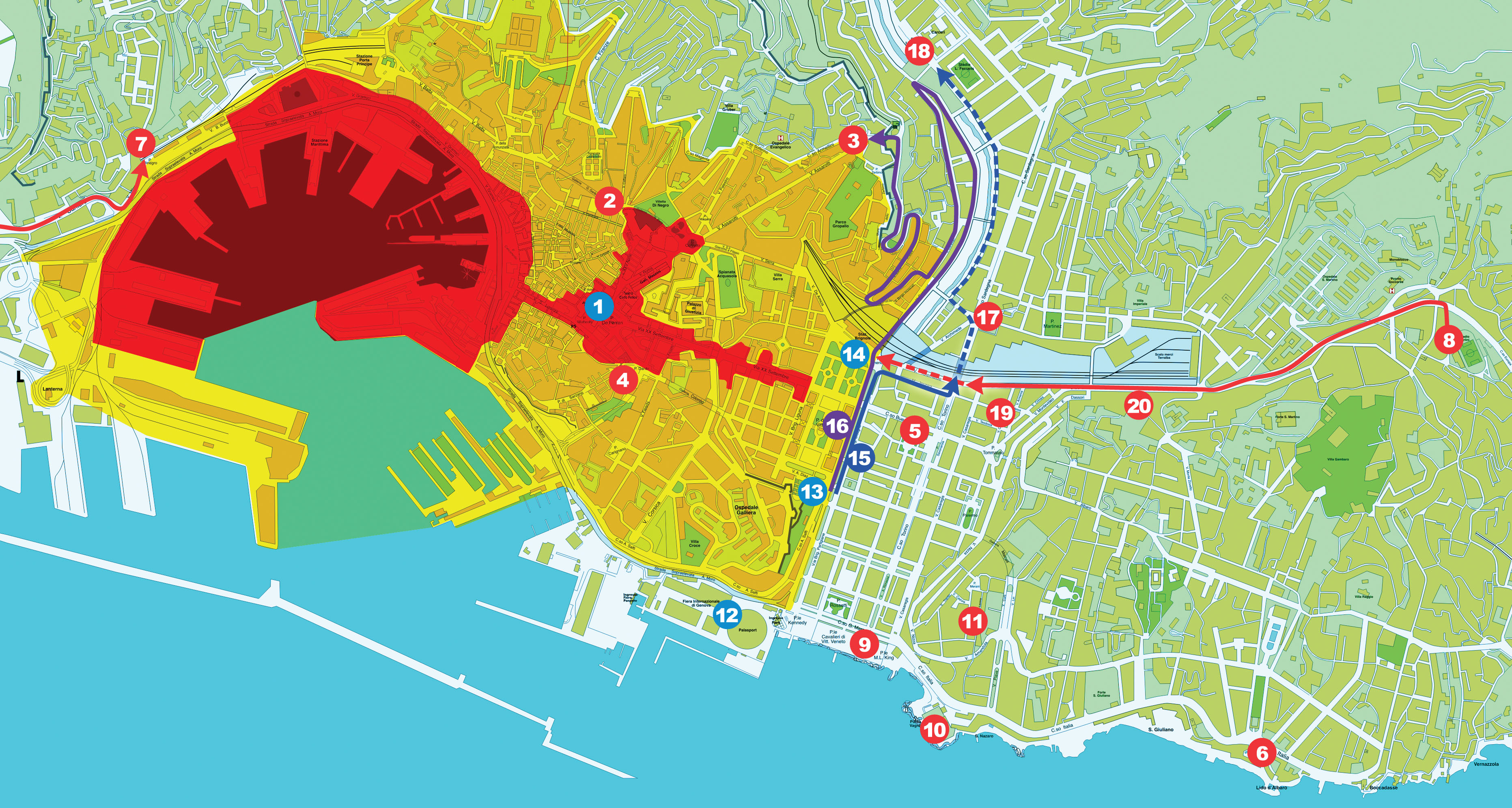
Karte mit der Darstellung der Roten und der Gelben Zone in Genua sowie Details einiger Demoverläufe

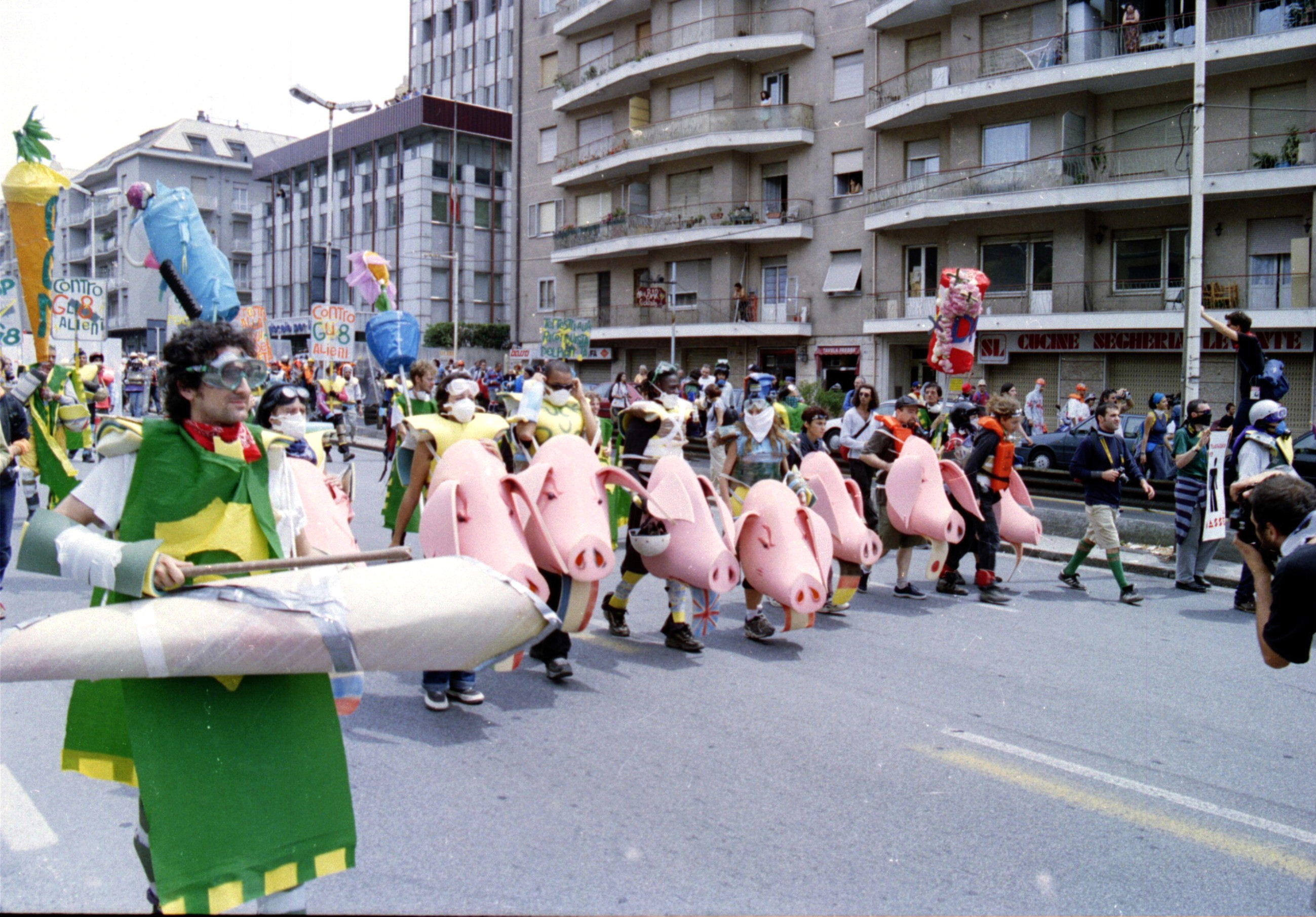
Demonstranten auf dem Corso Europa, 20. Juli 2001

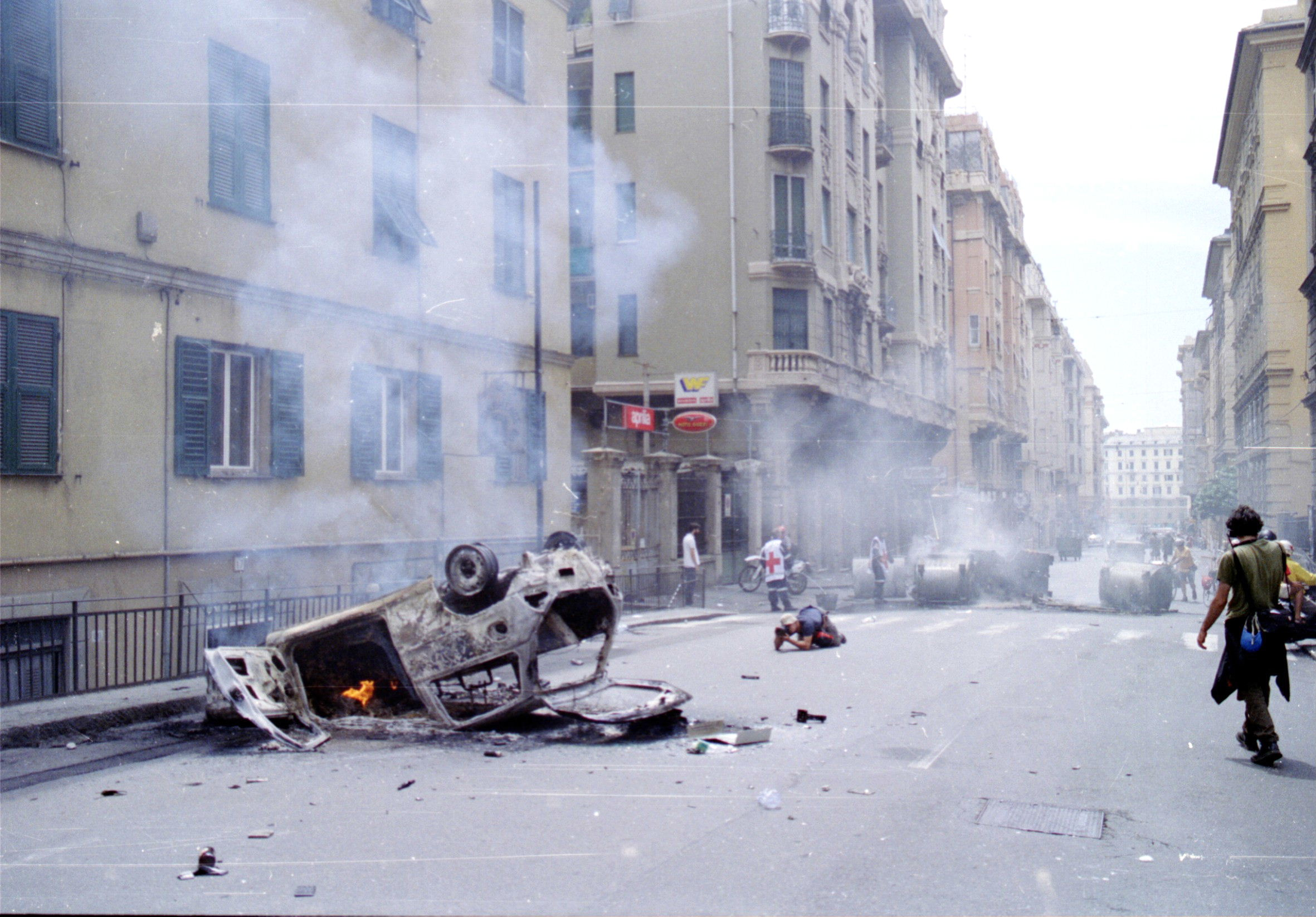
Brennendes Auto in der Via Montevideo, 20. Juli 2001

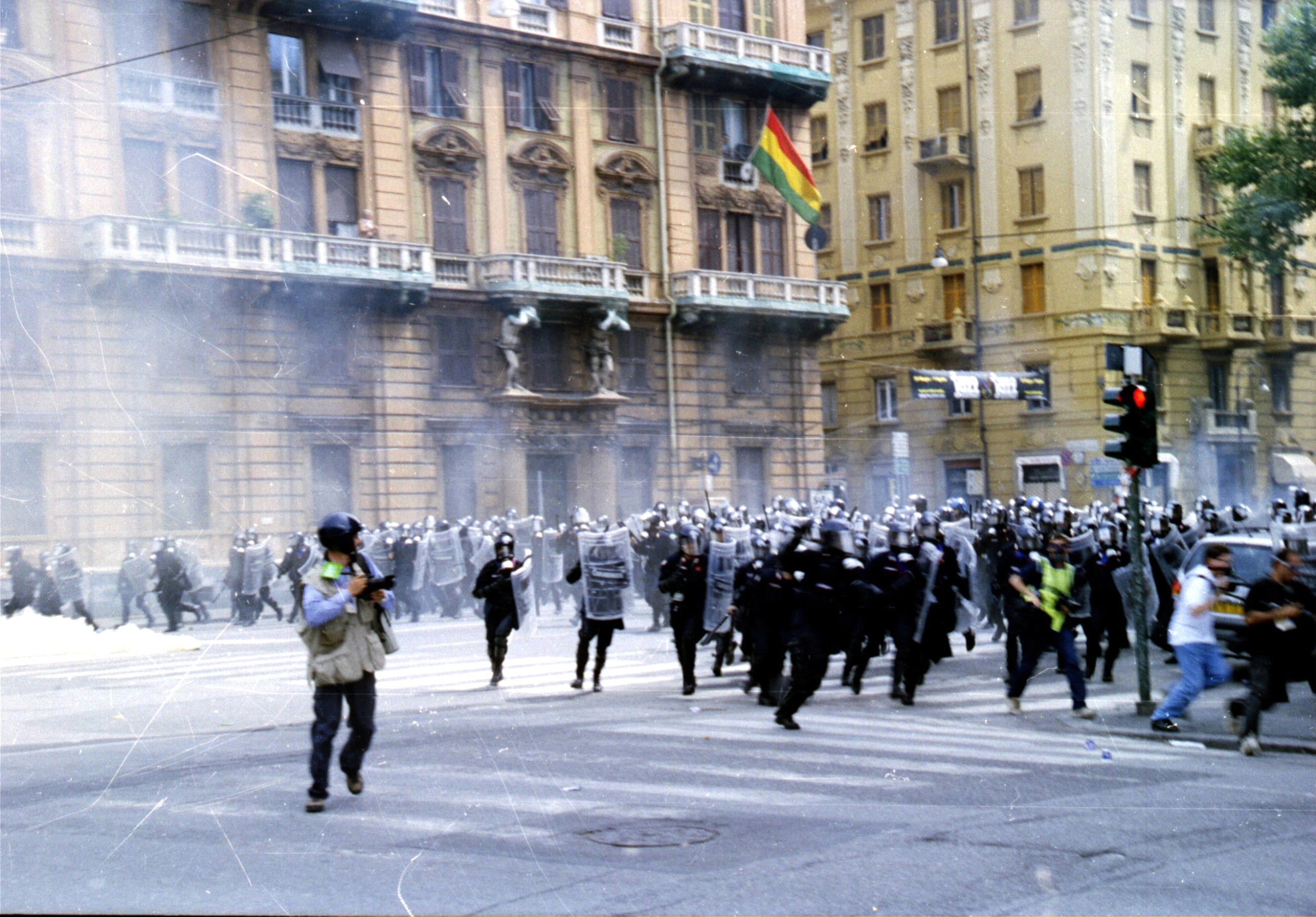
Angriff der Polizei auf dem Corso Torino, 20. Juli 2001

### Vorbereitungen der Behörden
Aufgrund der Erfahrungen mit früheren organisierten Protesten, vor allem beim zurückliegenden EU-Gipfel in Göteborg im Juni desselben Jahres, wurden strenge Maßnahmen ergriffen, um „die Proteste friedlich zu halten“. Italien setzte für die Zeit des Gipfels das Schengener Abkommen außer Kraft und ließ sämtliche Grenzen lückenlos überwachen. In Genua selbst wurden 20.000 Polizisten und Carabinieri zusammengezogen. Minentaucher, Sprengstoffexperten und Terrorspezialisten wurden eingesetzt, zudem wurden Flugabwehrraketen installiert. In der Nähe des Kreuzfahrtschiffs European Vision, auf dem auch viele Politiker übernachteten, wurde die Kriegsflotte San Marco installiert.
Eine Maßnahme zur Gewährleistung der Sicherheit der Gipfelteilnehmer war die Einteilung der Stadt in zwei Zonen. Eine rote Zone wurde mit vier Meter Zäunen und Containern abgeriegelt. Sie umfasste den Stadtkern und das gesamte Hafengebiet und war für die Dauer des Gipfels unter keinen Umständen betretbar. Eine weitere, gelbe Zone konnte nur mit eigens von der Stadtverwaltung ausgegebenen Ausweisen (beispielsweise für Anwohner) betreten werden.
Straßen und Autobahnen wurden, teils mit Hilfe von Straßensperren (Checkpoints), kontrolliert; Hafen und Bahnhöfe wurden geschlossen, wie auch der Flughafen, auf dessen Gelände Flugabwehrraketen aufgestellt wurden. Letztere Maßnahme war gegen mögliche terroristische Anschläge gerichtet, vor denen der italienische Geheimdienst mehrfach gewarnt hatte.
Des Weiteren wurden Geräte zur Störung (Jamming) des Mobiltelefonverkehrs in Bereitschaft gehalten und sämtliche Zugänge zur Kanalisation in der Umgebung der roten Zone versiegelt.
In dieser angespannten Situation beschlossen viele Genueser, ihre Geschäfte zu schließen und die Stadt zu verlassen.
Im Vorfeld des Gipfels kam es zu zahlreichen Bombenalarmen, dessen Großteil sich jedoch als Fehlmeldung erwies. Eine Briefbombe verletzte einen Carabiniere und eine weitere Bombe die Sekretärin des Journalisten Emilio Fede.
In den Medien und von einigen Politikern wurde vor „bürgerkriegsähnlichen Zuständen“ gewarnt. Die italienische Regierung soll 200 Leichensäcke für den Gipfel bestellt haben. Zudem sei mit Giftgasanschlägen, Raketen-Attacken und Aids-verseuchten Blutbeuteln durch die Demonstranten zu rechnen.
Zudem empfahl die Regierung Berlusconi, die Wäsche wegen des unschönen Bilds nicht aus dem Fenster zu hängen. Dem zum trotz hingen Bewohner der Stadt Unterwäsche auf. Zudem wurden von der Regierung in der roten Zone Zitronen- und Orangenbäumchen aufgestellt und zum Teil mit Früchten geschmückt.
Die italienische Polizei griff gegen die Globalisierungskritiker insgesamt äußerst hart durch, ließ eine große Zahl festnehmen, verletzte viele zum Teil schwer und brachte viele Demonstranten ins Bolzaneto-Gefängnis (siehe auch Bolzaneto-Prozess), in dem es zu Misshandlungen kam.

### Demonstrationen und weitere Geschehnisse
Während des Gipfels gab es an mehreren Tagen viele verschiedene Demonstrationen zu verschiedenen Thematiken organisiert von ca. 700 verschiedenen Gruppen. Insgesamt waren weit über 300.000 Menschen in der Stadt, um gegen den Gipfel zu demonstrieren. Viele Demonstranten campierten auf zu Zeltplätzen umfunktionierten Parks, während die Tute Bianche im Stadio Carlini im Viertel San Martino campierten. Während des Gipfels gab es mindestens 126 Festnahmen, 500 Verletzte und einen erschossenen Demonstranten. Eine weitere Demonstrantin wurde von einem Panzerwagen überrollt. Die Polizei nahm 600 Demonstranten in Gewahrsam und brachte sie zu Gefangenensammelstellen.

#### 19. Juli
Am Donnerstag protestierten 60.000 Menschen für die Rechte von Migranten. Die Demonstration bestand aus antirassistischen Gruppen, Gewerkschaftern und kirchlichen Initiativen.

#### 20. Juli
Für den Freitag gab es verschiedene Demonstrationen mit unterschiedlichen Konzepten. Darunter waren ein Pink & Silver Block, eine Tute Bianche Demonstration, aber auch ein Treffpunkt für NGOs (wie zum Beispiel ATTAC), ein weiterer Sammelpunkt für die italienische Basisgewerkschaft Cobas und eine Demonstration von Anarchisten.
Am Mittag des 20. Juli eskalierte die Situation in Genua. Der Zug der Tute Bianche und anderer linker Gruppen wurde von der Polizei mit Tränengas attackiert. Viele der 20.000 in einer schmalen Straße eingeschlossenen Menschen versuchten zu flüchten, zahlreiche andere antworteten auf die Angriffe der Carabinieri mit Steinwürfen. Auf der Via Montevideo und der Via Tolemaide wurden Autos angezündet, am Corso Torino brannte ein Einsatzfahrzeug der Carabinieri aus. Bei den Auseinandersetzungen in den Seitenstraßen wurde nahe der Piazza Alimonda der 23-jährige Student Carlo Giuliani von dem 20-jährigen Carabiniere Mario Placanica durch einen Kopfschuss getötet und von einem weiteren Beamten, der am Steuer des Polizeiwagens saß, zweimal überrollt.
Giuliani soll sich zuvor mit einem Feuerlöscher auf die Heckscheibe des Carabinieri-Fahrzeuges zubewegt haben. Von zwei abgegebenen Schüssen traf eine Kugel Giuliani in den Kopf. Die Polizei gab später zu, während der Auseinandersetzungen weitere 15 Schüsse abgegeben zu haben.
Das Sozialforum Genua, das die Protestaktionen koordinierte, forderte nach dem Tod von Carlo Giuliani auf seiner Website einen sofortigen Stopp des Gipfels. Die Polizei müsse abgezogen werden, forderte das Sozialforum weiter. Die deutsche Abteilung des Netzwerkes ATTAC kündigte an, dass am Samstag um 14 Uhr die geplante Großdemonstration in Genua wegen des Todesfalles als Trauermarsch beginnen sollte.

#### 21. Juli
Am Samstag kamen, wohl auch wegen des Todesfalls, 300.000 Menschen in die Stadt, um zu demonstrieren. Die Demonstration brauchte Stunden, um sich komplett aufzustellen. Viele Bewohner der Stadt zeigten sich solidarisch und verteilten Wasser oder spritzten, angesichts der großen Hitze, Wasser auf die Großdemonstration.
Später kam es zu erneuten Auseinandersetzungen am Hafen. Am Piazzale Martin Luther King wurden Autos angezündet und gleichzeitig Banken, Autohäuser und andere Geschäfte verwüstet. Es gab Verletzte und Festnahmen – darunter vier Journalisten.

#### 22. Juli
In der Nacht auf den Sonntag stürmten schwerbewaffnete Polizisten die von der Stadt Genua bereitgestellte Diaz-Schule, in der neben Indymedia eine Rechtshilfestelle für festgenommene Demonstranten und eine Erste-Hilfe-Station für Verletzte untergebracht waren. Viele Demonstranten ließen sich dort wegen Augen- und Mundreizungen nach dem immensen Tränengaseinsatz verarzten. 60 Menschen mussten verletzt aus dem Gebäude getragen werden. Insgesamt wurden 73 Demonstranten verletzt. 18 Stunden nach der Räumung wurde der Staatsanwaltschaft der Sachverhalt durch die Polizei mitgeteilt. Später drang die Polizei auch in die gegenüberliegende Pertini-Schule ein, wo das Genua Social Forum und das Medienzentrum ihren Sitz hatten. Hier waren das Indymedia-Zentrum und das Radio Gap untergebracht, das noch auf Sendung war, als die Stürmung begann. Anschließend kam es in Bolzaneto, in der Kaserne „Nino Bixio“ der mobilen Abteilung der Staatspolizei, zu Folter und antisemitischen Äußerungen gegenüber den festgenommenen Demonstranten. Zudem wurde der Kontakt zu Anwälten verweigert. Die italienischen Behörden verhängten eine Nachrichtensperre.

#### 23. Juli – 25. Juli
Menschen, die in die Bolzaneto-Kaserne verbracht wurden, markierte die Polizei mit einem roten oder grünen Filzstift. Im Gebäude kam es zu Folterungen der Gefangenen. Die 228 Personen in Untersuchungshaft hatten zunächst weiterhin keinen Kontakt zu Anwälten oder Familienangehörigen. Auch Botschaftsangehörigen wurde der Kontakt verweigert. Die Verhafteten wurden von der Polizei misshandelt und verprügelt. Nach 72 Stunden bekamen die Inhaftierten den ersten Haftprüfungstermin und konnten mit Anwälten Kontakt aufnehmen. 60 Deutsche wurden am 25. Juli abgeschoben, alle Betroffenen erhielten ein 5-jähriges Einreiseverbot nach Italien. Am selben Tag wurde Carlo Giuliani beigesetzt. In Italien kam es in Rom, Bologna, Neapel, Genua, Florenz und Palermo zu größeren Demonstrationen. Ein Teil der Gefangenen wurde in Gefängnisse in Alessandria, Pavia, Vercelli und Voghera verbracht.

## Aufarbeitung
In den Tagen nach dem Gipfel fanden in zahlreichen Städten und Ländern auf der Welt Solidaritätsbekundungen statt. Die deutschen Abgeordneten Annelie Buntenbach und Hans-Christian Ströbele besuchten die Inhaftierten in Italien, um mit ihnen zu sprechen. Ströbele verglich die Vorkommnisse in Genua mit denen in ehemaligen südamerikanischen Militärdiktaturen.
Der damalige Innenminister Claudio Scajola äußerte in der Öffentlichkeit, dass die Polizei „ihre Aufgabe würdevoll erfüllt“ habe. Der damalige Vizeminister Gianfranco Fini sagte, dass die Demonstranten bekommen hätten, „was sie verdienten“.
Der Tod von Carlo Giuliani wird in Teilen der globalisierungskritikischen Bewegungen als Mord angesehen. Der Polizist, ein erst 20-jähriger Wehrpflichtiger, berief sich dagegen auf Notwehr und wurde in einem umstrittenen Prozess freigesprochen. Bis heute sind viele Fragen zum genauen Ablauf der Ereignisse offen. So wurde das Projektil, mit dem Giuliani erschossen wurde, nie gefunden bzw. untersucht. Dennoch behauptet die Staatsanwaltschaft, die tödliche Kugel sei von einem fliegenden Stein in der Luft abgeprallt und habe so Giuliani getroffen. Auch bleiben nach Auswertung des umfangreichen Bildmaterials Zweifel an der offiziellen Darstellung. Die Klage der Eltern und einer Schwester Giulianis vor dem Europäischen Gerichtshof für Menschenrechte wurde am 25. August 2009 abgewiesen.
Wiederholt wurde der Verdacht geäußert, die Polizei habe verkleidete Beamte in den Schwarzen Block als Provokateure eingeschleust. Verschiedene Augenzeugen behaupten, die Polizei sei mit großer Härte gegen friedliche Demonstranten vorgegangen, habe sich aber gegenüber dem Schwarzen Block in auffälliger Weise zurückgehalten.
Die Vorgänge um den G8-Gipfel in Genua wurden von Amnesty International scharf verurteilt. Die internationale Organisation sprach von „massiven Verstößen gegen die Menschenrechte“. Weiterhin sprach Amnesty von der „größten Außerkraftsetzung von demokratischen Rechten in einem westlichen Land nach dem Ende des Zweiten Weltkriegs“.
Die Ereignisse in der Polizeikaserne und die Gerichtsverfahren veranlassten die britische Zeitung The Guardian zu der Aussage: „Genoa tells us that when the state feels threatened, the rule of law can be suspended. Anywhere.“ („Genua sagt uns, dass, wenn der Staat sich bedroht fühlt, die Herrschaft des Gesetzes außer Kraft gesetzt werden kann – überall.“)
Im Jahr 2015 veröffentlichten Medien Bilder, welche den späteren griechischen Ministerpräsidenten Alexis Tsipras zeigen, wie er am Demonstrationsgeschehen teilnahm.
Juli 2017 sagte der italienische Polizeichef Franco Gabrielli der Zeitung La Repubblica: „Ich sage klar und deutlich, dass es Folter gab“. Bereits im April desselben Jahres hatte Italien angekündigt, 16 Opfern von Polizeigewalt Entschädigung zu zahlen.

### Gerichtsverfahren
Im September 2001 kam es zu ca. 100 Razzien in ganz Italien, bei denen mindestens 60 Menschen verhaftet wurden. Im Jahr 2002 wurden sechs Mitglieder der Hackergruppe Hi-tech hate verhaftet, da sie während des G8-Gipfels Seiten von Firmen gehackt hatten, darunter auch die G8-Website. Im selben Jahr gab es weitere Hausdurchsuchungen und Festnahmen, denen 18 Monate Ermittlungen vorausgegangen waren. Gegen 42 Beschuldigte wurde ein Untersuchungsverfahren eingeleitet, 13 davon wurden nach Anti-Terror-Paragraphen im sogenannten „Cosenza-Verfahren“ angeklagt. Ihnen wurde vorgeworfen, eine „politische Verschwörung“ mit 20.000 Mitgliedern organisiert zu haben. Die Ermittlungen richteten sich damit vor allem gegen die damaligen Disobbedienti.
Im Zusammenhang mit den Protesten gegen den G8-Gipfel in Genua wurden drei Prozesse eröffnet. Im Prozess zu den Vorfällen im Gefängnis Bolzaneto sind 45 zum Großteil hochrangige leitende Polizisten wegen Falschbeurkundung, Körperverletzung und Folterung von Demonstranten angeklagt worden. Am 14. Juli 2008 sind 15 davon wegen brutalen Vorgehens gegen Demonstranten zu Gefängnisstrafen von fünf Monaten bis fünf Jahre verurteilt worden, während 30 Angeklagte freigesprochen wurden. Die Höchststrafe erhielt dabei der für die Sicherheit in dem Gefängnis verantwortliche Beamte Antonio Biagio Gugliotta. Die Hauptverhandlung über polizeiliche Gewalt in der Diaz-Schule, wo viele Globalisierungsgegner übernachteten, drohte wegen besonderer Verjährungsregelungen im italienischen Recht eingestellt zu werden, da in Italien im Unterschied zu anderen europäischen Rechtssystemen die Verjährung durch ein Verfahren nicht gehemmt wird. Allein in dem Lager auf dem Gelände der Schule wurden 73 Demonstranten verletzt. Der ehemalige Chef der römischen Bereitschaftspolizei, Vincenzo Canterini, äußerte nach seiner Verurteilung, dass vor allem Zivilbeamte die Gewalttaten begangen hätten.
Nach Bekanntwerden von Strafforderungen der Staatsanwaltschaft gegen 25 Demonstranten fanden sich am 17. November 2007 zwischen 30.000 und 50.000 Menschen in Genua ein, um gegen die Forderungen der Procura di Genova zu protestieren. Der Unmut wurde zum einen von der unerwartet hohen Strafforderung (in der Summe 225 Jahre Haft für die Angeklagten) wie auch die Unregelmäßigkeiten bei den Prozessen gegen die Sicherheitsorgane und die, sechs Jahre nach den Vorfällen, immer noch ausstehende parlamentarische Untersuchungskommission hervorgerufen. Die Demonstration verlief, entgegen den Befürchtungen der bürgerlichen Presse, friedlich und ohne nennenswerte Zwischenfälle. Insgesamt wurde gegen 39 Demonstranten Anklage wegen „Verwüstung und Plünderung“ erhoben.
Am Donnerstag, dem 17. Juli 2008 beantragte die Staatsanwaltschaft Genua gegen 28 Polizisten zwischen drei Monaten und fünf Jahren Haft – zusammen knapp 110 Jahre. Für einen weiteren angeklagten Polizisten wurde Freispruch beantragt. Der Polizist, der in einem Nachtlager der Demonstranten zwei Molotowcocktails deponiert haben soll, mit denen die Beamten später eine Provokation durch die Globalisierungskritiker zu belegen versuchten, sollte die fünfjährige Haftstrafe bekommen, so die italienische Nachrichtenagentur ANSA.
13 Polizisten wurden am 14. November 2008 erneut zu Haftstrafen von bis zu vier Jahren verurteilt. Ein Gericht in Genua sah zum Abschluss des dreijährigen Prozesses die Vorwürfe des Amtsmissbrauchs und der Körperverletzung als erwiesen an. Die verurteilten Polizisten müssen den Opfern zudem Schadensersatz leisten. 16 weitere Angeklagte sprachen die Richter dagegen frei, unter ihnen die drei Hauptverantwortlichen der Ordnungskräfte. In dem Prozess ging es um die Razzia in der Diaz-Schule. Viele der dort untergebrachten Globalisierungskritiker aus Italien und dem Ausland gaben an, sie seien im Schlaf von den Beamten angegriffen und mit äußerster Brutalität zusammengeschlagen worden. Mindestens einer der verurteilten Beamten bestätigte, dass wehrlose Personen geschlagen worden seien. Das Urteil löste im Gericht unter den betroffenen Personen heftige Reaktionen und Proteste aus; der Reporter Mark Covell, der nach dem Überfall der Polizei im Koma lag, sagte es gebe keine Demokratie in Italien. Covell, der nach dem Überfall acht gebrochene Rippen, eingeschlagene Zähne und einen Lungenriss hatte, nachdem er außerhalb der Schule zusammengeschlagen wurde, gewann im Jahr 2012 (nach elf Jahren) einen Prozess und bekam 350.000 € Entschädigung. Im Zusammenhang mit dem Angriff sprach Covell von einem Tötungsversuch.
Am 5. März 2010 stellte ein Berufungsgericht die Schuld der 44 angeklagten Polizisten und Gefängnisbediensteten fest. Ein großer Teil der Anklagepunkte war aber schon verjährt, so dass nur gegen 7 Angeklagte Haftstrafen ausgesprochen wurden. Alle Angeklagten müssen Entschädigungen an die 250 Opfer bezahlen. Das Gericht stellte fest, dass es sich nicht um Einzelfälle gehandelt hat, sondern um systematische Maßnahmen. In einem weiteren Verfahren wurden 25 der 27 Angeklagten, darunter auch die Polizeikommandanten, zu Freiheitsstrafen zwischen drei und fünf Jahren verurteilt. Im selben Jahr stellte die italienische Justiz das Verfahren gegen die nach dem Gipfel inhaftierten Mitglieder der Volxtheaterkarawane ein. Im Jahr 2010 endete auch der Berufungsprozess gegen 20 Mitglieder des süditalienischen Netzwerks Sud Ribelle, die sich mit der Anklage konfrontiert sahen, in Genua eine „politische Verschwörung gegen den Staat“ betrieben zu haben. Die Angeklagten wurden freigesprochen.
Am 27. März 2011 entschied der Europäische Gerichtshof für Menschenrechte (EGMR) rechtskräftig, dass die tödlichen Schüsse des Carabiniere auf Carlo Giuliani nicht menschenrechtswidrig waren. Die Straßburger Richter verneinten einen Verstoß gegen das Recht auf Leben. Das Urteil der Großen Kammer erging mit 13 zu vier Stimmen. Der Polizeibeamte habe sein Leben und das seiner Kollegen angesichts der bewaffneten Angriffe der Demonstranten für gefährdet gehalten. Dabei sei unerheblich, ob die Kugel tatsächlich von einem Stein abgelenkt wurde, wie Forensik-Experten meinten, oder die Waffe direkt auf Giulianis Kopf gerichtet worden sei.
Mitte 2012 wurden 16 Spitzenbeamte der italienischen Polizei durch den Kassationsgerichtshof in Rom wegen des Sturms auf die Diaz-Schule verurteilt. Das Gericht verhängte Freiheitsstrafen zwischen drei Jahren und acht Monaten und fünf Jahren, dazu den Verlust aller öffentlichen Ämter für fünf Jahre. Die Verurteilten müssen die Haftstrafen jedoch aufgrund von in den letzten Jahren ausgesprochenen Strafnachlässen für vor 2006 begangene Verbrechen nicht antreten. Alle müssen jedoch aus dem Polizeidienst ausscheiden. Der Vater von Carlo Giuliani sagte, das Urteil zeige, dass es in Italien „noch einen Hauch von Justiz gibt“.
Hohe Strafen verhängte der Kassationsgerichtshof 2012 in Rom für fünf Demonstranten, die unter anderem wegen der Krawalle auf der Via Tolemaide angeklagt waren. Ein Angeklagter muss für 14 Jahre in Haft, drei weitere erhielten Strafen zwischen zehn und zwölfeinhalb Jahren wegen „Beteiligung an den Ausschreitungen“, eine Frau erhielt sechseinhalb Jahre.
2013 beklagte die Präsidentin von Amnesty International Italien, Christine Weise, dass in Italien vieles im Sande verlaufe. Obwohl Italien schon vor 25 Jahren das Abkommen gegen Folter ratifiziert habe, sei Folter immer noch kein Straftatbestand im Strafgesetzbuch. Viele der Verantwortlichen bei Polizei und Ordnungskräften während des G8-Gipfels seien entweder gar nicht verurteilt oder sogar freigesprochen worden.
Im Jahr 2015 verurteilte der Europäische Gerichtshof für Menschenrechte Italien wegen Folter und sprach einem Mann 45.000 Euro Schmerzensgeld zu. Der damals 62-jährige Arnaldo Cestaro wurde während der Erstürmung der Diaz-Schule von der Polizei geschlagen und getreten. An den Knochenbrüchen die dabei entstanden, leidet der Mann bis heute. Der Gerichtshof verwies auch auf das Urteil des Obersten italienischen Gerichtshofes. Dieser hatte den Polizeieinsatz als Strafaktion, Demütigung und Zufügung von psychischem Leid bezeichnet.

## Auswirkungen und Gedenken
Am ersten Jahrestag fanden in Italien Kundgebungen statt. Vom 13.–21. Juli gab es in Genua öffentliche Debatten, Kongresse, Aktionen, Straßentheater, Konzerte und Demonstrationen. Am Todestag von Carlo Giuliani demonstrierten ein Jahr später 150.000 Menschen auf den Straßen von Genua.
Während und nach den Vorkommnissen in Genua 2001 legten die Tute Bianche ihre weißen Overalls ab und wurden im Anschluss des Gipfels zu den Disobbedienti. Während im Jahr 2002 noch das Europäische Sozialforum in Florenz stattfand, zerfiel die große linke Bewegung in Italien in den kommenden Jahren in kleine, auf territoriale Proteste beschränkte Gruppen. Einzig die Partito della Rifondazione Comunista konnte einen kleineren Teil der globalisierungskritischen Bewegung in sich vereinen. Im Laufe der nächsten drei Jahre wurden ca. 7.000 politische Verfahren von der italienischen Staatsanwaltschaft gegen Aktivisten verschiedener sozialer Bewegungen angestrengt.
Carlos Giulianis Mutter Haidi Giuliani trat seit dem Tod ihres Sohnes mehrfach als Gastrednerin auf Diskussionsveranstaltungen in Berlin, London, Madrid, Paris oder Athen auf. Sie engagiert sich in einem Gedenkverein für ihren Sohn und in einem Netzwerk für die Opfer staatlicher Gewalt. Im Jahr 2006 zog sie für die Rifondazione Comunista/Sinistra Europea in den italienischen Senat ein.
30.000 Menschen beteiligten sich 10 Jahre später am 23. Juli 2011 in Genua an einer Demonstration im Andenken an den G8-Gipfel. Aus Sorge vor gewaltsamen Ausschreitungen wurden starke Sicherheitsvorkehrungen ergriffen, der Protestzug wurde unter anderem von Giulianis Eltern geführt.

### Film
- Die Dokumentation Die Story – Gipfelstürmer des WDR vom 24. Juli 2002 belegt mit zuvor unveröffentlichten Bilddokumenten die Menschenrechtsverletzungen seitens der in Genua eingesetzten Sicherheitskräfte. Sie wurde mit dem Deutschen Fernsehpreis als beste Dokumentation 2002 ausgezeichnet.[100] Außerdem produzierte der WDR das Hörspiel Genua 01 von Fausto Paravidino. Das Hörspiel erhielt den ARD Online Award 2004
- Der Film OP Genua 2001 – Öffentliche Sicherheit und Ordnung (2007) stellt die Dokumentation dieser Aufbereitung dar. Der Film ist eine Erweiterung des Films Recht auf Notwehr von 2005
- 2011 präsentiert der Regisseur Carlo Augusto Bachschmidt auf den Internationalen Filmfestspielen von Venedig in der Festivalsektion Controcampo Italiano den Dokumentarfilm Black Block, der sich mit den Geschehnissen in Genua auseinandersetzt
- Diaz – Don’t Clean Up This Blood ist der Titel eines an die Ereignisse angelehnten Spielfilms von Daniele Vicari, der unter anderem die Situation in der Diaz-Schule beschreibt. Der Film wurde im Februar 2012 auf der Berlinale in Berlin vorgestellt und im April 2012 veröffentlicht.[101][102]

### Serie
- Die Mini-Serie Blackout zeigt in Rückblenden, wie der Hauptdarsteller Pierre Manzano während des G8-Gipfels in Genua gefoltert wurde und wie seine damalige Idee eines europaweiten Blackouts 20 Jahre später in die Tat umgesetzt wurde.